# Listă de filme de acțiune din 2010
Aceasta este o listă de filme de acțiune din 2010:
| Titlu                                   | Regizor                                           | Actori                                                       | Țară                                                                                                  | Sub-Gen/Note                        |
| --------------------------------------- | ------------------------------------------------- | ------------------------------------------------------------ | --- | ----------------------------------- |
| 13 Assassins                            | Takashi Miike                                     | Koji Yakusho, Takayuki Yamada, Yusuke Iseya                  | Japonia                                                                                               | film de arte marțiale               |
| 14 Blades                               | Daniel Lee                                        | Donnie Yen, Vicky Zhao, Wu Chun                              | Republica Populară Chineză · Hong Kong                                                                | film de arte marțiale               |
| The A-Team                              | Joe Carnahan                                      | Liam Neeson, Bradley Cooper, Quinton Jackson                 | Statele Unite ale Americii                                                                            | [ 3 ]                               |
| Alien vs Ninja                          | Seiji Chiba                                       | Masanori Mimoto, Mika Hijii, Shuji Kashiwabara               | Japonia                                                                                               | [ 4 ] [ 5 ]                         |
| Bad Blood                               | Dennis Law                                        | Simon Yam, Bernice Liu, Andy On                              | Hong Kong                                                                                             | [ 6 ]                               |
| Bangkok Knockout                        | Panna Rittikrai, Morakot Kaewthanee               | Sorapong Chatree, Supaksorn Chaimongkol, Kiattisak Udomnak   | Thailanda                                                                                             | [ 7 ]                               |
| Blades of Blood                         | Lee Joon-ik                                       | Cha Seung-weon, Hwang Jeong-min, Baek Sung-Hyun              | Coreea de Sud                                                                                         | [ 8 ]                               |
| The Book of Eli                         | Albert Hughes, Allen Hughes                       | Denzel Washington, Gary Oldman, Mila Kunis                   | Statele Unite ale Americii                                                                            | [ 9 ]                               |
| The Bounty Hunter                       | Andy Tennant                                      | Jennifer Aniston, Gerard Butler, Giovanni Perez              | Statele Unite ale Americii                                                                            | acțiune comedie                     |
| The Butcher, the Chef and the Swordsman | Wuershan                                          | Masanobu Ando, Kitty Zhang, You Benchang                     | Republica Populară Chineză · Statele Unite ale Americii · Hong Kong                                   | [ 11 ]                              |
| Centurion                               | Neil Marshall                                     | Michael Fassbender, Olga Kurylenko, Dominic West             | Regatul Unit al Marii Britanii și al Irlandei de Nord                                                 | [ 12 ]                              |
| City Under Siege                        | Benny Chan                                        |                                                              | Hong Kong                                                                                             | [ 13 ]                              |
| The Crazies                             | Breck Eisner                                      | Timothy Olyphant, Radha Mitchell, Danielle Panabaker         | Statele Unite ale Americii                                                                            | acțiune thriller                    |
| Date Night                              | Shawn Levy                                        | Steve Carell, Tina Fey, Mark Wahlberg                        | Statele Unite ale Americii                                                                            | acțiune comedie                     |
| The Expendables                         | Sylvester Stallone                                | Sylvester Stallone, Jason Statham, Jet Li                    | Statele Unite ale Americii                                                                            | [ 16 ]                              |
| Faster                                  | George Tillman, Jr.                               | Dwayne Johnson, Maggie Grace, Billy Bob Thornton             | Statele Unite ale Americii                                                                            | acțiune/thriller                    |
| Fire of Conscience                      | Dante Lam                                         |                                                              | Hong Kong                                                                                             | [ 18 ]                              |
| From Paris With Love                    | Pierre Morel                                      | John Travolta, Jonathan Rhys-Meyers, Kasia Smutniak          | Franța · Statele Unite ale Americii                                                                   | [ 19 ]                              |
| Gallants                                | Derek Kwok, Clement Cheng                         | Leung Siu-lung, Chen Kuan-tai, Teddy Robin                   | Hong Kong                                                                                             | [ 20 ]                              |
| Gothic & Lolita Psycho                  | Go Ohara                                          | Rina Akiyama                                                 | Japonia                                                                                               | [ 21 ]                              |
| Inception                               | Christopher Nolan                                 | Leonardo DiCaprio, Joseph Gordon-Levitt                      | Statele Unite ale Americii · Regatul Unit al Marii Britanii și al Irlandei de Nord                    | Science fiction acțiune             |
| Ip Man 2                                | Wilson Yip                                        | Donnie Yen, Sammo Hung, Fan Siu-Wong, Huang Xiaoming         | Hong Kong                                                                                             | [ 23 ]                              |
| Iron Man 2                              | Jon Favreau                                       | Robert Downey Jr., Scarlett Johansson, Don Cheadle           | Statele Unite ale Americii                                                                            | [ 24 ]                              |
| Just Call Me Nobody                     | Kevin Chu                                         | Xiao Shen Yang, Kelly Lin, Banny Chen                        | Taiwan · Republica Populară Chineză                                                                   | [ 25 ]                              |
| Kick-Ass                                | Matthew Vaughn                                    | Nicolas Cage, Mark Strong, Christopher Mintz-Plasse          | Statele Unite ale Americii · Regatul Unit al Marii Britanii și al Irlandei de Nord                    | [ 26 ]                              |
| Killers                                 | Robert Luketic                                    | Ashton Kutcher, Katherine Heigl, Tom Selleck                 | Statele Unite ale Americii                                                                            | [ 27 ]                              |
| The King of Fighters                    | Gordon Chan                                       | Maggie Q, Sean Faris, Will Yun Lee                           | Japonia · Taiwan · Statele Unite ale Americii · Germania                                              | [ 28 ]                              |
| Knight and Day                          | James Mangold                                     | Tom Cruise, Cameron Diaz, Peter Sarsgaard                    | Statele Unite ale Americii                                                                            | [ 29 ]                              |
| The Last Airbender                      | M. Night Shyamalan                                | Noah Ringer, Nicola Peltz, Jackson Rathbone                  | Statele Unite ale Americii                                                                            | film de arte marțiale               |
| The Legend Is Born – Ip Man             | Herman Yau                                        |                                                              | Hong Kong                                                                                             | [ 31 ]                              |
| Let the Bullets Fly                     | Jiang Wen                                         | Chow Yun-fat, Jiang Wen, Ge You                              | Republica Populară Chineză · Hong Kong                                                                | [ 32 ]                              |
| Little Big Soldier                      | Sheng Ding                                        | Jackie Chan, Wang Lee Hom, Du Yuming                         | Hong Kong · Republica Populară Chineză                                                                | [ 33 ]                              |
| The Losers                              | Sylvain White                                     | Jeffrey Dean Morgan, Chris Evans, Jason Patric               | Statele Unite ale Americii                                                                            | [ 34 ]                              |
| MacGruber                               | Jorma Taccone                                     | Will Forte, Ryan Phillippe, Kristen Wiig                     | Statele Unite ale Americii                                                                            | acțiune comedie                     |
| Machete                                 | Robert Rodriguez, Ethan Maniquis                  | Danny Trejo, Robert De Niro, Jessica Alba                    | Statele Unite ale Americii                                                                            | [ 36 ]                              |
| Mutant Girls Squad                      | Noboru Iguchi, Yoshihiro Nishimura, Tak Sakaguchi | Yumi Sugimoto, Yuko Takayama, Suzuka Morita                  | Japonia                                                                                               | [ 37 ] [ 38 ]                       |
| Ong Bak 3                               | Tony Jaa, Panna Rittikrai                         | Tony Jaa, Primrata Det-Udom, Dan Chupong                     | Thailanda                                                                                             | [ 39 ] [ 40 ]                       |
| Operation: Endgame                      | Fouad Mikati                                      | Joe Anderson, Ellen Barkin, Ving Rhames                      | Statele Unite ale Americii                                                                            | acțiune comedie                     |
| Piranha 3D                              | Alexandre Aja                                     | Elisabeth Shue, Adam Scott, Jerry O'Connell                  | Statele Unite ale Americii                                                                            | acțiune thriller                    |
| Predators                               | Nimród Antal                                      | Adrien Brody, Alice Braga, Danny Trejo                       | Statele Unite ale Americii                                                                            | [ 43 ]                              |
| Red                                     | Robert Schwentke                                  | Bruce Willis, Morgan Freeman, John Malkovich                 | Statele Unite ale Americii                                                                            | [ 44 ]                              |
| The Red Eagle                           | Wisit Sasanatieng                                 | Ananda Everingham, Yarinda Bunnag, Pornwut Sarasin           | Thailanda                                                                                             | [ 45 ]                              |
| Reign of Assassins                      | John Woo, Su Chao-Pin                             | Michelle Yeoh, Jung Woo-Sung, Wang Xueqi                     | Republica Populară Chineză                                                                            | [ 46 ] [ 47 ]                       |
| Repo Men                                | Miguel Sapochnik                                  | Jude Law, Forest Whitaker, Alice Braga                       | Statele Unite ale Americii                                                                            | Science fiction acțiune             |
| Resident Evil: Afterlife                | Paul W. S. Anderson                               | Milla Jovovich, Ali Larter, Kim Coates                       | Canada · Germania                                                                                     | Science-fiction, de groază, acțiune |
| Scott Pilgrim vs. the World             | Edgar Wright                                      | Michael Cera, Mary Elizabeth Winstead, Kieran Culkin         | Statele Unite ale Americii · Regatul Unit al Marii Britanii și al Irlandei de Nord · Japonia · Canada | acțiune comedie                     |
| Shank                                   | Mo Ali                                            | Kedar Williams-Stirling, Bashy, Adam Deacon, Kaya Scodelario | Regatul Unit al Marii Britanii și al Irlandei de Nord                                                 | [ 50 ]                              |
| Smokin' Aces 2: Assassins' Ball         | P.J. Pesce                                        | Tom Berenger, Clayne Crawford, Tommy Flanagan                | Statele Unite ale Americii                                                                            | [ 51 ]                              |
| The Spy Next Door                       | Brian Levant                                      | Jackie Chan, Amber Valletta, Madeline Carroll                | Statele Unite ale Americii                                                                            | acțiune comedie                     |
| Stake Land                              | Jim Mickle                                        | Connor Paolo, Nick Damici, Kelly McGillis                    | Statele Unite ale Americii                                                                            | acțiune thriller                    |
| The Stool Pigeon                        | Dante Lam                                         | Nick Cheung, Nicholas Tse, Kwai Lun-Mei                      | Republica Populară Chineză · Hong Kong                                                                | [ 54 ] [ 55 ]                       |
| Tekken                                  | Dwight H. Little                                  | Luke Goss, Cary-Hiroyuki Tagawa                              | Statele Unite ale Americii                                                                            | [ 56 ]                              |
| Triple Tap                              | Yee Tung-Shing                                    |                                                              | Hong Kong                                                                                             | [ 57 ]                              |
| True Legend                             | Yuen Woo Ping                                     | Vincent Zhao, Zhou Xun, Andy On                              | Hong Kong · Republica Populară Chineză                                                                | [ 58 ]                              |
| Unstoppable                             | Tony Scott                                        | Denzel Washington, Chris Pine, Rosario Dawson                | Statele Unite ale Americii                                                                            | [ 59 ]                              |
| Vampire Warriors                        | Dennis Law                                        | Yuen Wah, Jiang Luxia, Chrissie Chau                         | Hong Kong                                                                                             | [ 60 ]                              |
| The Warrior's Way                       | Sngmoo Lee                                        | Jang Dong-gun, Kate Bosworth, Danny Huston                   | Noua Zeelandă                                                                                         | [ 61 ]                              |
| The Yellow Sea                          | Na Hong-jin                                       | Ha Jeong-woo, Kim Yun-seok, Jo Seong-ha                      | Coreea de Sud                                                                                         | [ 62 ]                              |
| Zebraman 2: Attack on Zebra City        | Takashi Miike                                     |                                                              | Japonia                                                                                               | [ 63 ]                              |